# Sosłan Frajew
Sosłan Michajłowicz Frajew (ur. 15 marca 1970) – rosyjski i od 1996 roku uzbecki zapaśnik walczący w stylu wolnym. Trzykrotny uczestnik mistrzostw świata; siódmy w 1997. Zdobył złoty medal mistrzostw Europy w 1994. Brąz na igrzyskach azjatyckich w 1998. Srebrny medal na mistrzostwach Azji w 2000, brązowe w 1997 i 1999. Trzeci w Pucharze Świata w 1996 roku.